# (15789) 1993 SC
(15789) 1993 SC è un oggetto transnettuniano risonante. Scoperto nel 1993, presenta un'orbita caratterizzata da un semiasse maggiore pari a 39,843216 UA e da un'eccentricità di 0,185939, inclinata di 5,150703° rispetto all'eclittica. La scoperta è stata fatta nel 1993 all'osservatorio del Roque de los Muchachos con il Isaac Newton Telescope. Ha un diametro di 328,0 km.